# Hypericum undulatum
Hypericum undulatum é uma espécie de planta com flor pertencente à família Hypericaceae. 
A autoridade científica da espécie é Schousb. ex Willd., tendo sido publicada em Enum. Pl. [Willdenow] 2: 810. 1809.

## Portugal
Trata-se de uma espécie presente no território português, nomeadamente em Portugal Continental, no Arquipélago dos Açores e no Arquipélago da Madeira.
Em termos de naturalidade é nativa das três regiões atrás indicadas.

## Protecção
Não se encontra protegida por legislação portuguesa ou da Comunidade Europeia.